# خلبوب مأكول
خُلبوب مأكول هو نوع من النباتات المزهرة في جنس الخلبوب ، مهدها المناطق الاستوائية في المكسيك والولايات المتحدة . النبات متسلق نفضي يصل ارتفاعه وعرضه إلى مترين ونصف، وله أوراق مسننة ومجموعات من الزهور على شكل بوق بظلال من اللون الوردي والأصفر والأخضر مع بقع متغيرة ، تنتج طوال فصل الصيف.
أوراقه ودرناته مأكولة.